# Elezioni politiche suppletive in Francia del 2022
Le elezioni politiche suppletive francesi del 2022 sono le elezioni tenute in Francia nel corso del 2022 per eleggere deputati dell'assemblea nazionale dei collegi uninominali rimasti vacanti. 

## Risultati

### 2º collegio di Yvelines
Le elezioni politiche suppletive nel 2° collegio di Yvelines si sono tenute il 2 ottobre per eleggere un deputato in seguito alla nomina a ministro di Jean-Noël Barrot (MODEM). 
Poiché nessuno candidato ha ottenuto la maggioranza dei voti al primo turno, è stato necessario procedere al ballottaggio il 9 ottobre.
In seguito all’esito elettorale, il deputato è stato riconfermato, cumulando così, oltre alla carica ministeriale, quella di rappresentante parlamentare.
| Partito                            | Partito                            | Candidato                          | Primo turno 2 ottobre 2022 | Primo turno 2 ottobre 2022 | Ballottaggio 9 ottobre 2022 | Ballottaggio 9 ottobre 2022 |
| Partito                            | Partito                            | Candidato                          | Voti                       | %                          | Voti                        | %                           |
| ---------------------------------- | ---------------------------------- | ---------------------------------- | -------------------------- | -------------------------- | --------------------------- | --------------------------- |
|                                    | MoDem                              | Jean-Noël Barrot                   | 9 635                      | 42,29                      | 12 702                      | 71,75                       |
|                                    | EÈLV                               | Maïté Carrive-Bedouani             | 4 237                      | 18,60                      | 5 002                       | 28,25                       |
|                                    | LR                                 | Pascal Thévenot                    | 4 055                      | 17,80                      |                             |                             |
|                                    | REC                                | Laurence Trochu                    | 2 521                      | 11,06                      |                             |                             |
|                                    | RN                                 | Anne Jacqmin                       | 1 965                      | 8,62                       |                             |                             |
|                                    | diss. LREM                         | Pascal Casimir-Perrier             | 371                        | 1,63                       |                             |                             |
|                                    |                                    |                                    |                            |                            |                             |                             |
| Iscritti                           | Iscritti                           | Iscritti                           | 86 716                     | 100,00                     | 86 710                      | 100,00                      |
| ↳ Votanti (% su iscritti)          | ↳ Votanti (% su iscritti)          | ↳ Votanti (% su iscritti)          | 22 784                     | 26,27                      | 17 729                      | 20,45                       |
| ↳ Voti validi (% su votanti)       | ↳ Voti validi (% su votanti)       | ↳ Voti validi (% su votanti)       | 22 784                     | 100,00                     | 17 704                      | 99,86                       |
| ↳ Schede non valide (% su votanti) | ↳ Schede non valide (% su votanti) | ↳ Schede non valide (% su votanti) | 0                          | 0,00                       | 25                          | 0,14                        |
| ↳ Astenuti (% su iscritti)         | ↳ Astenuti (% su iscritti)         | ↳ Astenuti (% su iscritti)         | 63 932                     | 73,73                      | 68 981                      | 79,55                       |
|                                    |                                    |                                    |                            |                            |                             |                             |
|                                    | Esito: collegio confermato a MoDem |                                    |                            |                            |                             |                             |